# Schindleria brevipinguis
El pez infante (Schindleria brevipinguis) es un pez óseo de la familia Schindleriidae, es uno de los peces más pequeños del mundo.

## Características
Es uno de los peces más diminutos, llegando a medir 0,8 cm y pesando 1 mg (la millonésima parte de un kilogramo). Se considera el vertebrado más pequeño del mundo, sólo vive dos meses, carece de pigmentación excepto en los ojos.

## Distribución y hábitat
Actualmente conocido sólo en la isla Lizard, Australia, y en Osprey Reef, en el Océano Pacífico, en el Gran Arrecife de Coral, se encuentra en profundidades de 15 a 30 m.